# Graphorchis campestris
Graphorchis campestris là một loài thực vật có hoa trong họ Lan. Loài này được (Wall.) Kuntze mô tả khoa học đầu tiên năm 1891.